# Préludes (Fauré)

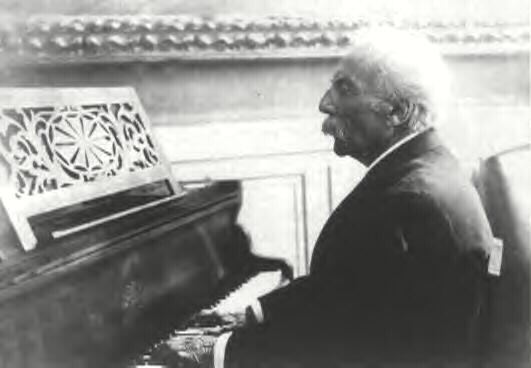
Gabriel Fauré

Les Préludes sont un cycle de neuf pièces pour piano de Gabriel Fauré composées en 1909-1910. Le compositeur confia : « dans la musique pour le piano, il n'y a pas à user de remplissages, il faut payer comptant, et que ce soit tout le temps intéressant ».

## Structure
1. Premier prélude (en ré bémol majeur) : andante
2. Deuxième prélude (en ut dièse mineur)
3. Troisième prélude (en sol mineur) : berceuse sur un rythme de barcarolle.
4. Quatrième prélude (en fa majeur) : tendre berceuse dans un climat de pastorale
5. Cinquième prélude (en ré mineur) : passion orageuse et dramatique
6. Sixième prélude (en mi bémol mineur) : canon à trois voix
7. Septième prélude (en la majeur) : crescendo dramatique
8. Huitième prélude (en ut mineur) : scherzo tout en staccato
9. Neuvième prélude (en mi mineur) : méditation crépusculaire

## Source
- François-René Tranchefort, Guide de la musique de piano et clavecin, éd. Fayard, p.362